# جيرهارد فون شارنهورست
جيرهارد يوهان دافيد فون شارنهورست (12 نوفمبر 1755 – 28 يونيو 1813) كان جنرالًا مولودًا في هانوفر وخدم في بروسيا منذ عام 1801. بصفته أول رئيس لـهيئة الأركان العامة البروسية، عُرف بنظرياته العسكرية، وإصلاحاته في الجيش البروسي، وقيادته خلال الحروب النابليونية. حدَّ شارنهورست من استخدام العقوبات الجسدية، وأقر الترقية على أساس الجدارة، وألغى تجنيد الأجانب، وبدأ تنظيم جيش احتياطي، كما نظَّم وبسَّط الإدارة العسكرية.

## الحياة والمهنة
وُلِد في بورديناو (وهي الآن جزء من نيوستادت أم روبنبيرج ، ساكسونيا السفلى ) بالقرب من هانوفر ، لأسرة ذات حيازة واسعة من الأرض،  تمكَّن شارنهورست من تثقيف نفسه بنفسه، ثم نال قبولًا في الأكاديمية العسكرية التي أنشأها ويليام، كونت شاومبورغ-ليبي، في قلعة فيلهلمشتاين. وفي سنة 1778 حصل على رتبة ضابط في جيش هانوفر. استثمر فترات الخدمة الفوجية في التعلم الذاتي والتأليف العسكري وقراءة كتب التكتيك العسكري وتدوين ملحوظاته وتطويرها. أسس مجلة ودلائل ميدانية للضباط جمعت بين النظرية والتطبيق الحربي. أطلق مجلة عسكرية يكتب فيها مقالات عن طرق تنظيم المعسكرات، وتكتيكات الانتشار، مع خرائط ورسوم بيانية، وأرفقها بأمثلة واقعية من معارك سابقة. 

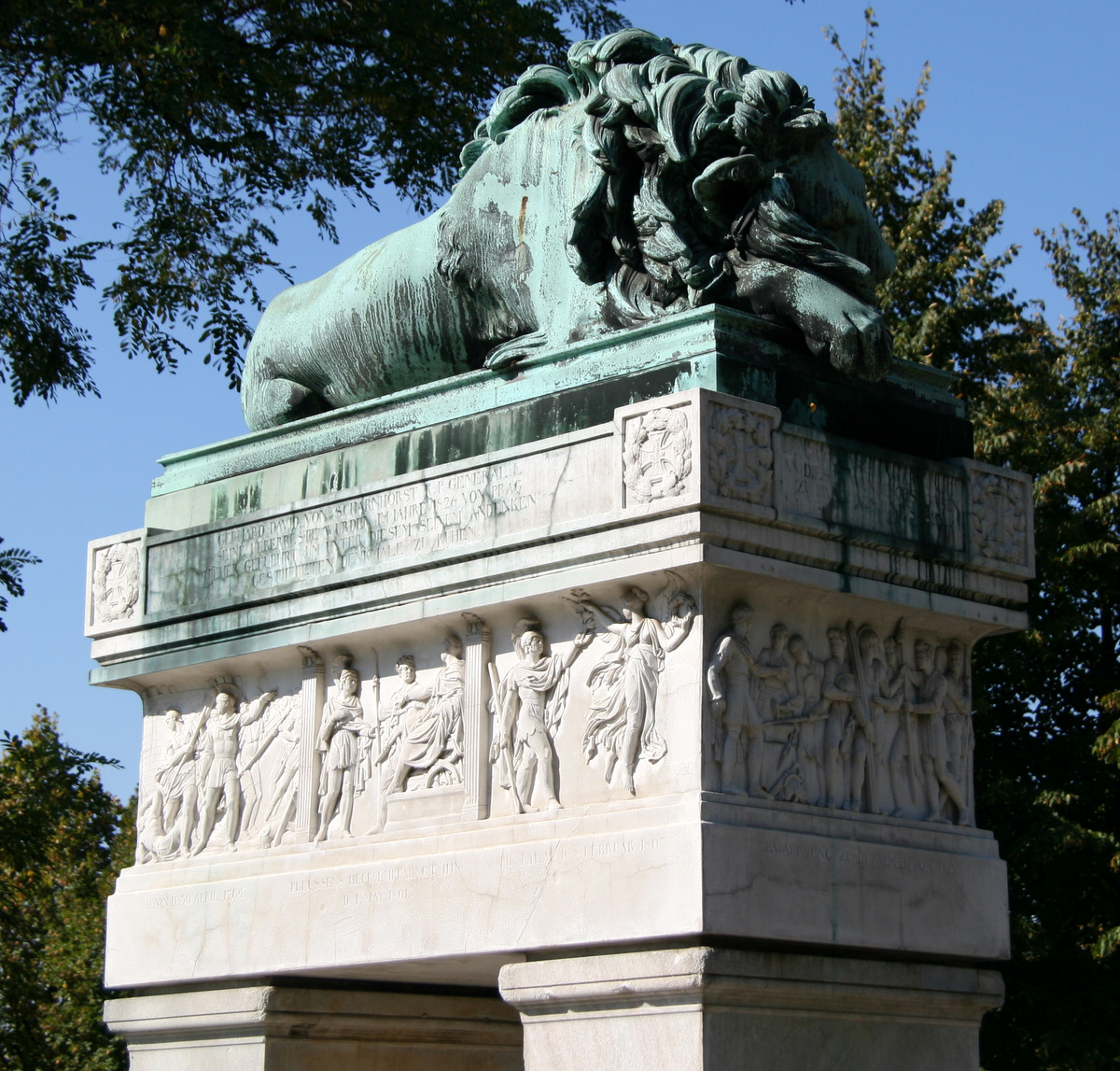
قبر شارنهورست في مقبرة إنفاليدنفريدهوف، برلين

بدأ أولى حملاته العسكرية عام 1793 في هولندا، وخدم تحت قيادة دوق يورك بإختلاف عن غيره. حيث كان عام 1794، مشاركا في الدفاع عن مدينة مينين، وكتب عنها كتابه "الدفاع عن مدينة مينين". رُقّي لاحقًا إلى رتبة رائد، وانضم إلى هيئة أركان فرقة هانوفر. 
عمل في الأكاديمية العسكرية البروسية أستاذًا، وكان كلاوزفيتز من طلابه. أسس الجمعية العسكرية في الأكاديمية البروسية. عامي 1804 و1805 خدم رئيسًا لأركان دوقية برونزويك في التعبئة والحرب. جُرح في معركة أويرستيدت وأظهر تصميمًا صارمًا أثناء انسحاب الجيش البروسي. أُسر مع جيبهارد فون بلوخر في معركة لوبيك ثم أُفرج عنه الجيش الفرنسي في صفقة تبادل أسرى. شارك في معركة آيلاو في ضمن الجيش الروسي وحصل على وسام "بور لو ميريت".
حوّل شارنهورست الجيش البروسي بعد هزيمة يينا (1806) من قوة مدمرة صغيرة لها خبرة كثيفة إلى نواة جيش وطني، واضعًا أسس الخدمة الشاملة. ألغى تجنيد الأجانب، حدّ من العقوبات البدنية، اعتمد الترقية بالجدارة، وبسّط الإدارة ونظّم قوات الاحتياط.

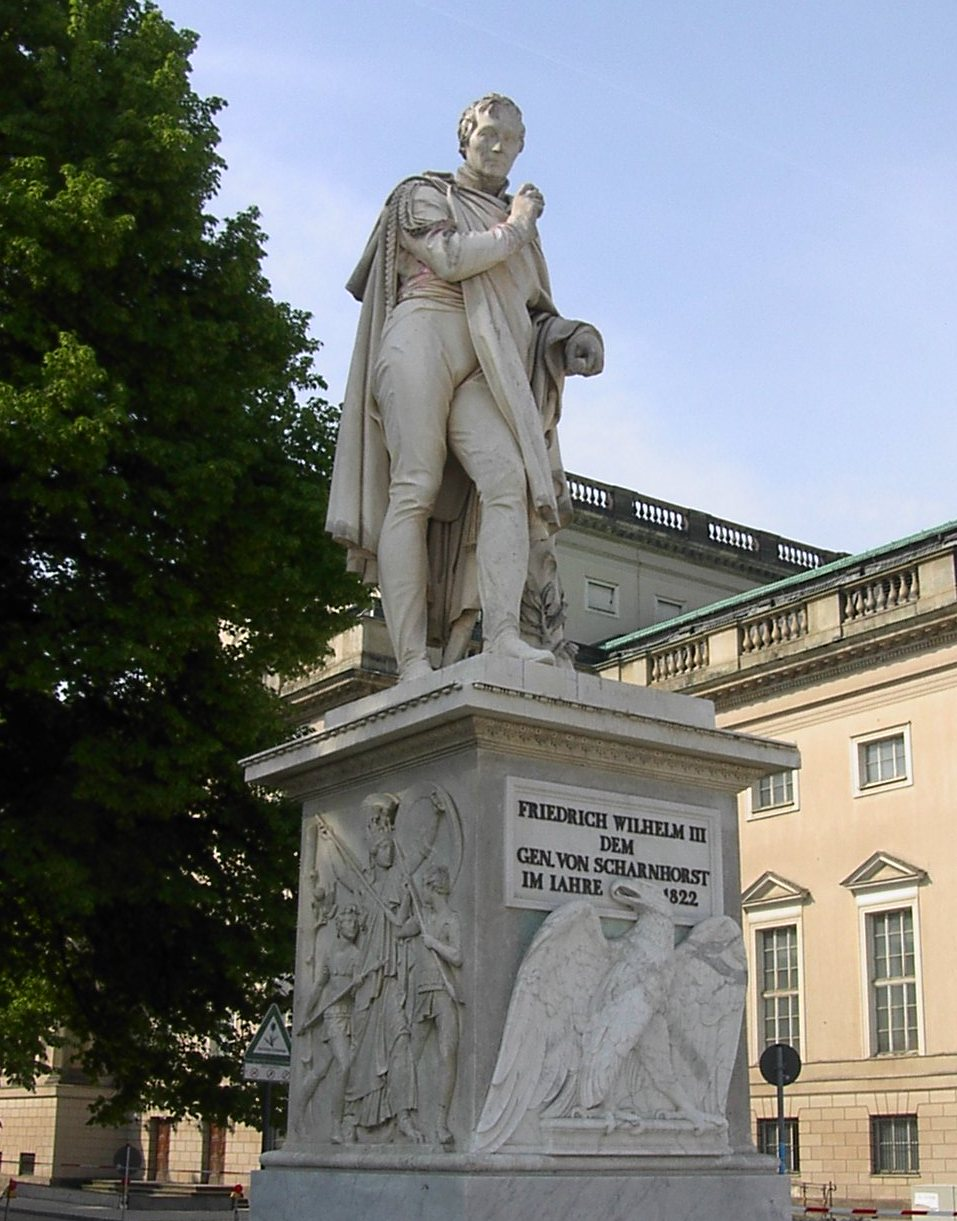
تمثال شارنهورست على أونتر دن ليندن ، برلين

في حرب 1809 بين فرنسا والنمسا، تهرّب شارنهورست من قرار طرد الأجانب من الجيش، لكن عند تحالف بروسيا مع فرنسا ضد روسيا غادر الخدمة في إجازة مفتوحة. بعد تقاعده ألّف كتابًا عن الأسلحة النارية، وكان انسحاب نابليون من موسكو عام 1812 ثم قرار الروس في الهجوم المضاد إشارة انطلاق لنهضة الجيش البروسي. 
رفض شارنهورست منصبًا أعلى، وفضّل أن يكون رئيس أركان بلوخر في دوقية مكلنبورغ شفيرين الذي وثق فيه بشدة. نال إعجاب القادة الروس حتى طلبوا استعارته، وشارك في معركة لوتزن 1813 حيث قاوم الجيش البروسي الفرنسيين رغم الهزيمة، وألحق خسائر كبيرة بجيش نابليون الذي كان يفتقر لسلاح الفرسان. أُصيب في قدمه، وتدهورت حالته أثناء الانسحاب، ليموت في براغ وهو يفاوض النمسا على دخول الحرب، كرمه الملك البروسي بترقية ونُصب له تمثال في برلين.

## إرث
أصبح شارنهورست اسمًا للعديد من الأشياء والأماكن والمجموعات:
- سفينة إس إم إس شارنهورست ، وهي سفينة حربية مدرعة ألمانية من عام 1906 أثناء الحرب العالمية الأولى .
- شارنهورست ، سفينة حربية ألمانية من عام 1936 أثناء الحرب العالمية الثانية السفينة الرائدة .
- فرقة المشاة شارنهورست ، فرقة مشاة ألمانية تأسست عام 1945 وواحدة من آخر تشكيلات الفيرماخت الجديدة في الحرب العالمية الثانية.
- وسام شارنهورست ، أعلى وسام عسكري للجيش الشعبي الوطني الألماني الشرقي السابق.
- شارنهورست(F 213) ، وهي سفينة شراعية بريطانية من عام 1943، كانت تُعرف في البداية باسم إتش إم إس ميرميد ، وتم نقلها إلى ألمانيا الغربية في عام 1959.
- العديد من الشوارع في المدن الألمانية، بما في ذلك برلين، وهامبورغ، وميونيخ، وكولونيا، وغيرها.

شُبّه الجنرال هانز فون سيكت بشارنهورست، لا سيما لدوره في إعادة تنظيم الجيش الألماني في جمهورية فايمار ، الذي قُيّد بشدة بموجب معاهدة فرساي، وتبنيه لمجموعة من قواعد العمل السري والعقائد الحربية المخفية لإعادة تسليح الجيش الألماني. ويُنسب إليه الفضل في نجاح الجيش الألماني الباهر في حملات 1939-1940 . بعد صعود النازيين في ألمانيا، قارنه المشير أوغست فون ماكينسن بشارنهورست. كما أيّد ونستون تشرشل هذه النظرة، معتقدًا أن فون سيكت كان حيويًا في عودة ألمانيا إلى مكانتها في العالم العسكري بالسرعة التي كانت عليها.

## روابط خارجية
- Gerhard Johann David von Scharnhorst على موسوعة بريتانيكا

قالب:Prussian Ministers of War